# Cesare Levi
Cesare Levi (Trieste, 1874 – Campo Tures, 1926) è stato un giornalista, critico teatrale e storico italiano.

## Biografia
Fu direttore della Rivista teatrale italiana dal 1904 al 1915. Collaborò con Il Marzocco, alla Nuova Antologia e fu critico teatrale de La Nazione e del Nuovo Giornale.
Noto negli ambienti teatrali col soprannome di Cesarone, scrisse numerosi saggi di storia del teatro, soprattutto italiano e francese. 
Studioso di Molière, dedicò al commediografo francese una monografia ed una raccolta di saggi, Studi moleriani (1922). 
Fratello dello scienziato e anatomista Giuseppe Levi, è stato ricordato spesso dalla nipote Natalia Ginzburg in Lessico famigliare.

## Opere
- Napoleone e il teatro, ne Il secolo XX, n. 3, a. XII, 19..
- Letteratura drammatica. Milano, Ulrico Hoepli, 1900
- Alfieri sulle scene. Firenze, Tip. di M. Ricci, 1903
- Il Metastasio sulle scene, in Rivista teatrale italiana, a. 5, v. 9, aprile 1905
- Saggio sulla bibliografia italiana di Molière. Firenze, Olschki, 1906
- Saggio bibliografico su Pietro Cossa venticinque anni dopo la sua morte. Prato, Officina tipo-litografica dei fratelli Passerini, 1906
- La critica metastasiana in Italia: saggio bibliografico. Firenze, Tip. Galileiana, 1908 (già pubblicato in: Rivista teatrale italiana, a. 7., vol. 12., fasc. 5-9,12; a. 8., vol. 13., fasc. 1-4; a. 9., vol. 14., fasc. 1-6)
- Le pubblicazioni del centenario goldoniano, in Rassegna bibliografica della letteratura italiana, 1908. Pisa, F. Mariotti, 1908
- Il teatro di Libero Pilotto. Venezia, Istituto veneto di arti grafiche, 1910
- Illustri filodrammatici d'altri tempi, ne La Lettura, luglio 1914
- Marco Praga. Roma, Nuova Antologia, 1915
- La Rachel, ne La Lettura, 1918
- Il teatro. Roma, Istituto per la propaganda della cultura italiana, 1919
- La satira dei medici nell'antico teatro, ne La Lettura, novembre 1919
- Sabatino Lopez. Roma, Nuova Antologia, 1º ottobre 1919
- Virginia Reiter. Milano, Modernissima, 1920
- Giacinta Pezzana, in Nuova Antologia, 1. gennaio 1920
- L'autore della Bella Elena (nel primo centenario della nascita), in La Lettura, marzo 1920
- Profili di attori. 1: Gli scomparsi. Milano, Sandron, 1923
- Autori drammatici francesi (Emilio Augier, Ottavio Feuillet, Vittoriano Sardou, Giulio Lemaitre, Enrico Lavedan, Eugenio Brieux, Alberto Guinon, Emilio Fabre, Flers e Caillavet, Giorgio Courteline). Firenze, Le Monnier, 1923
- Il creatore del Burbero benefico, Preville, in La Lettura, gennaio 1924
- Paolo Ferrari nelle sue pubblicazioni, in Nuova Antologia, 1º aprile 1925
- Giorgio Courteline, in Rivista d'Italia, vol. 3, fasc. 4 1920